# Said Al Rahbi
Said Al Rahbi, né le 15 décembre 2000, est un coureur cycliste omanais.

## Biographie
Said Al Rahbi a suivi une formation de militaire. Il pratique aussi le cyclisme au niveau amateur. Doté d'un petit gabarit, il est avant tout décrit comme un grimpeur,. Son palmarès comprend notamment diverses médailles obtenues aux championnats des Pays du Golfe Persique. 
En 2021, il devient double champion national d'Oman, chez les élites et les espoirs. Il fait ensuite partie des cyclistes omanais sélectionnés pour participer au Tour d'Oman 2022, une première à ce niveau.

## Palmarès et résultats

### Palmarès par année
- 2021
  -  Champion d'Oman sur route
  -  Champion d'Oman sur route espoirs
  - 3e du championnat d'Oman du contre-la-montre espoirs
- 2022
  - OCA Race
  - 3e du championnat d'Oman sur route
- 2023
  - OCA League
- 2024
  - 2e du championnat d'Oman sur route

### Classements mondiaux
| Année                                 | 2021 | 2022  | 2023 | 2024  |
| ------------------------------------- | ---- | ----- | ---- | ----- |
| Classement mondial                    | 813e | 1569e | nc   | 1433e |
| UCI Asia Tour                         | 21e  | 129e  | nc   | nc    |
|                                       |      |       |      |       |
| Légende : nc = non classéSource : UCI |      |       |      |       |